# Aletodon
Aletodon foi um gênero de mamíferos terrestres insetívoros, agora extintos. O gênero floresceu entre cerca de 58,7 e 55,8 milhões de anos. ele era nativo do Colorado, Wyoming e do oeste da Dakota do Norte.

## Espécies
Atualmente, existem quatro espécies reconhecidas como pertencentes a este gênero:
- Aletodon conardae (Winterfeld, 1982)
- Aletodon gunnelli (Gingerich, 1977)
- Aletodon mellon (Van Valen, 1978)
- Aletodon quadravus (Gingerich, 1983)